# 京包高速动车组列车
京包高速动车组列车是中国铁路运行于首都北京市至内蒙古自治区包头市的高速动车组列车，自2019年12月30日起开行，现合计开行6对列车。列车客运乘务由北京局集团北京客运段、呼和浩特局集团包头客运段共同担当。

## 历史

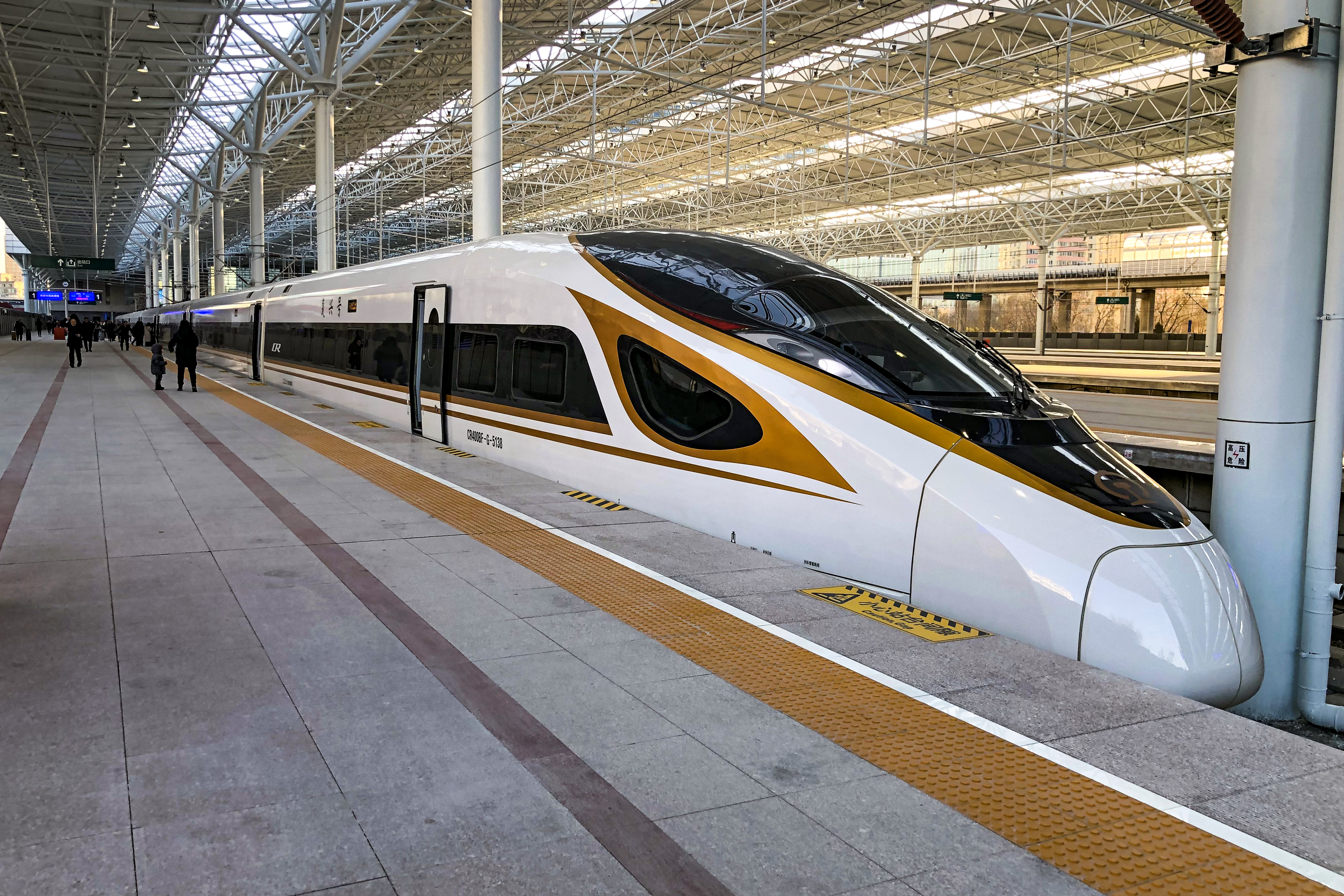
开通首日即将在北京北站发车的G2485次（2019年12月30日）

2019年12月30日，全国铁路调图，因京张城际铁路和呼张客运专线张家口至乌兰察布段开通运营，北京至包头间首次开行高速动车组列车，初期每天开行4对列车。其中，北京北-包头每天开行1.5对，清河-包头每天开行2.5对。
2020年11月10日，清河-呼和浩特东G2483/2488次列车延长至包头站始发终到。
至2021年10月11日调图前，北京至包头间每天最多开行5对高速动车组列车，车次为G2481-2490次。
2021年10月11日，全国铁路调图，京张高铁列车运行图重新编排。北京至包头间开始开行普通动车组列车，北京至包头间的高速动车组列车全部改为北京北站始发终到，每天开行3对，车次改为G2491-2496次。
2023年7月1日，全国铁路调图，北京至包头间增开3对高速动车组列车，车次为G2481-2486次。

## 列车编组和交路
京包高速动车组列车使用配属于北京局集团北京北动车运用所、呼和浩特局呼和浩特东动车运用所的CR400BF-G。
| 车厢编号 | 1                   | 2-3         | 4           | 5                 | 6-7         | 8                   |
| 车型     | ZYS 一等座车/商务车 | ZE 二等座车 | ZE 二等座车 | ZEC 二等座车/餐车 | ZE 二等座车 | ZES 二等座车/商务车 |

## 车体交路
数据日期：2025年7月1日（交路仅供参考，以实际开行情况为准）
交路1（呼和浩特局担当）：

出库→运营前开行确认列车→包头开G2492至北京北→北京北开G2493至包头→包头开G2496至北京北→进入北京北动车所过夜→运营前开行确认列车→北京北开G2491至包头→包头开G2494至北京北→北京北开G2495至包头→包头开D6766至呼和浩特东→回库
交路2（北京局担当）：

出库→北京北开G2481至包头→包头开G2484至北京北→北京北开G2485至包头→包头过夜→包头开G2482至北京北→北京北开G2483至包头→包头开G2486至北京北→回库